# Oxytropis ruebsaamenii
Oxytropis ruebsaamenii är en ärtväxtart som beskrevs av Boris Fedtjenko. Oxytropis ruebsaamenii ingår i släktet klovedlar, och familjen ärtväxter. Inga underarter finns listade i Catalogue of Life.